# Marvin Harrison Jr.
Marvin Darnell Harrison Jr. (Filadelfia, 11 agosto 2002) è un giocatore di football americano statunitense che milita nel ruolo di wide receiver per gli Arizona Cardinals della National Football League (NFL).

## Carriera universitaria

### 2021
Harrison si iscrisse a Ohio State nel gennaio 2021. Nella prima stagione giocò sporadicamente, chiuso dalle future scelte del primo giro del Draft NFL Garrett Wilson, Chris Olave e Jaxon Smith-Njigba. Nella stagione regolare ebbe solo 5 ricezioni per 68 yard mentre disputò la prima gara come titolare nel Rose Bowl 2022, dopo che Wilson e Olave si dichiararono eleggibili per il Draft NFL. In quella partita ricevette 6 passaggi per 71 yard e 3 touchdown nella vittoria per 48–45 su Utah Utes.

### 2022

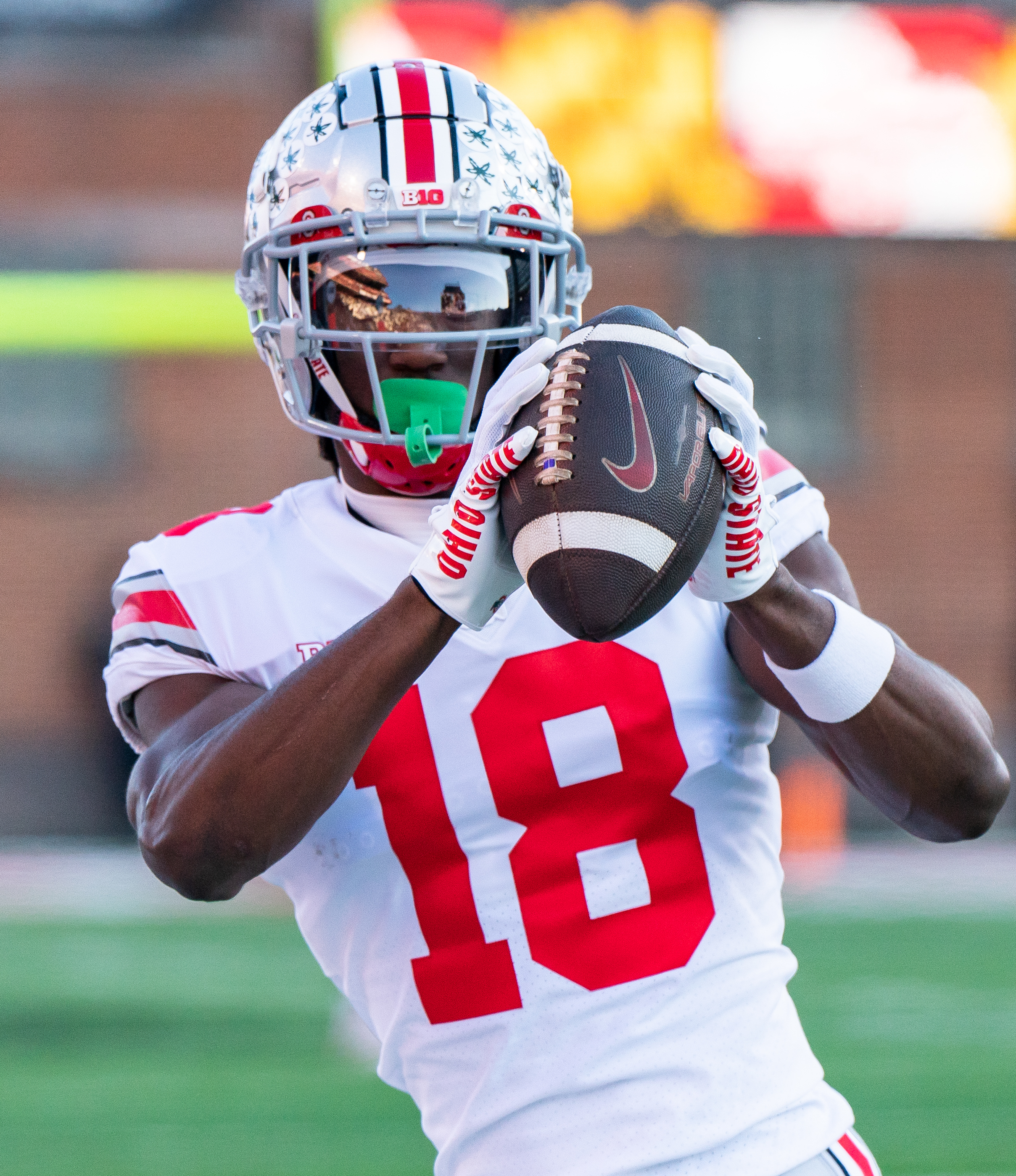
Harrison nel riscaldamento di una gara del 2022

Harrison aprì la sua seconda stagione con alte aspettative dopo la sua prestazione nel Rose Bowl. Nella prima partita della stagione contro Notre Dame ricevette 5 passaggi per 76. Dopo un infortunio al gomito di Smith-Njigba contro Notre Dame, Harrison divenne il ricevitore primario dei Buckeyes per il resto della stagione. Nella prima gara come primo ricevitore ricevette 184 yard e 3 touchdown nella vittoria su Arkansas State. La settimana successiva ricevette 6 passaggi per 102 yard e 2 marcature nella netta vittoria su Toledo. Dopo due gare nella media, Harrison ritornò in forma contro Michigan State, ricevendo 7 passaggi per 132 yard e 3 touchdown. Fu la sua terza partita con tre touchdown segnati, il massimo della storia per un giocatore di Ohio State.
Harrison stabilì i record in carriera per ricezioni (10) e yard ricevute (185) nella vittoria per 44–31 sui Penn State. Due settimane dopo ebbe un'altra gara da 100 yard contro Indiana. Contro i rivali di Michigan fece registrare la sesta gara da 100 yard nella sconfitta per 45–23, la prima della stagione per i Buckeyes. Malgrado la sconfitta con Michigan, Ohio State guadagnò un posto nei playoff, dove affrontò i campioni in carica dei Georgia Bulldogs nel Peach Bowl. Prima della gara, la sfida di Harrison contro il cornerback Kelee Ringo fu vista da molti come la potenziale chiave della partita. Harrison brillò nel primo tempo, ricevendo 5 passaggi per 106 yard e 2 touchdown, aiutando Ohio State a portarsi in vantaggio per 35–24. Nel terzo quarto tuttavia fu costretto ad abbandonare la gara a causa di una commozione cerebrale subita dopo un colpo di Javon Bullard. Senza Harrison, Georgia rimontò e vinse per 42–41, chiudendo la stagione di Ohio State. A fine anno, Harrison fu votato unanimemente come All-American e vinse il premio di Richter–Howard Receiver of the Year dopo avere fatto registrare 1.263 yard e 14 touchdown.

### 2023
Al Pro Day di Ohio State in vista del Draft NFL 2023, Harrison ricevette passaggi dal quarterback C.J. Stroud. Malgrado l'essere ineleggibile per il draft fino al 2024, la prestazione di Harrison fu ampiamente coperta dai media, con molti osservatori che prestarono più attenzione al ricevitore che ai prospetti eleggibili di Ohio State. Un osservatore affermò che guardare Harrison fu come "fare una visita al concessionario Lamborghini per il modello che non uscirà fino all'anno prossimo". All'inizio della stagione di college football 2023, Harrison era ampiamente considerato il miglior ricevitore della nazione. Il 4 dicembre fu annunciato come uno dei quattro finalisti dell'Heisman Trophy, dove giunse al quarto posto.

## Carriera professionistica

### Arizona Cardinals
Harrison fu scelto come quarto assoluto nel Draft NFL 2024 dagli Arizona Cardinals. Debuttò come professionista partendo come titolare nella gara del primo turno contro i Buffalo Bills ricevendo un solo passaggio da 4 yard. Dopo il debutto in sordina, esplose la settimana successiva con 4 ricezioni (tutte nel primo quarto) per 130 yard e 2 touchdown nella vittoria sui Los Angeles Rams. Divenne così il primo rookie dal padre, nel 1996, con almeno 4 ricezioni e 2 touchdown nel primo quarto di una partita. Nel sesto turno fu costretto a lasciare la partita con i Green Bay Packers per infortunio. Nell'ottavo turno, dopo delle prestazioni relativamente tranquille, ricevette 111 yard e 2 touchdown nella vittoria in rimonta sui Miami Dolphins. La sua prima stagione si chiuse con 62 ricezioni per 885 yard e 8 touchdown disputando tutte le 17 partite, 16 delle quali come titolare.

## Vita privata
È il figlio dell'ex ricevitore membro della Pro Football Hall of Fame Marvin Harrison.